# Carmel d'Abbeville
 (décembre 2017).
Si vous disposez d'ouvrages ou d'articles de référence ou si vous connaissez des sites web de qualité traitant du thème abordé ici, merci de compléter l'article en donnant les références utiles à sa vérifiabilité et en les liant à la section « Notes et références ».
Le carmel d'Abbeville est un ancien monastère de carmélites situé à Abbeville, dans le département de la Somme.

## Historique
Le Carmel d’Abbeville a été fondé en 1636 par des carmélites du couvent d'Amiens. Le carmel primitif, situé rue Saint-Gilles, fut placé sous le vocable de « Jésus-Maria ».
Pendant la Révolution française, les carmélites furent contraintes de se disperser, les vœux monastiques étant interdits et les monastères réguliers supprimés. Les bâtiments déclarés bien national sont détruits en partie, ce qu'il reste est transformé en prison, en tribunal et en gendarmerie. Les derniers vestiges de ce premier carmel furent détruits lors des bombardements de mai 1940.
Le Concordat de 1801, autorisa de nouveau l'existence de monastères réguliers. En 1802, le carmel d'Abbeville renaquit. Il s'installa dans l'ancien couvent des carmes de la place Saint-Pierre, puis en 1821 dans les bâtiments de l'ancien couvent des capucins datant du XVIIe siècle, situé aux n(os) 34/36 de l'actuelle rue des Capucins.
Une chapelle fut construite, l'intérieur des bâtiments modifiés pour accueillir les cellules des religieuses.
Les carmélites furent présentes à Abbeville jusque 1998. La municipalité acquit alors les bâtiments pour en faire la Maison du Patrimoine qui accueille les services culturels de la ville, des conférences, des expositions.
Le Carmel et la maison des sœurs tourières de 1934 sont inscrits depuis 2021 au titre des Monuments historiques

## Caractéristiques
L'ancien carmel est formé d'un ensemble de bâtiments en brique donnant sur un jardin et un verger. La chapelle du XIXe siècle conserve un tableau de 
Jules-Marc Chamerlat, Les Saintes femmes au retour du Calvaire, de 1861, monument historique au titre d'objet : inscription par arrêté du 6 mars 2017.
Le réfectoire avec son mobilier a été restitué, ainsi que la bibliothèque et le bureau de la prieure. Un habit complet de carmélite avec ses espadrilles (alpargatas en espagnol), des chaussures de cordes et de toile, utilisées par les sœurs avant le concile de Vatican II a été donné par le Carmel de Caen où les dernières carmélites d'Abbeville ont été accueillies.
Des peintures murales datant de l'occupation des bâtiments par les capucins ont été mises au jour. La dernière, découverte en 2010, est en cours de restauration, elle représente le Christ étendu, mort, pendant un ensevelissement avec la Vierge en prière à ses côtés.

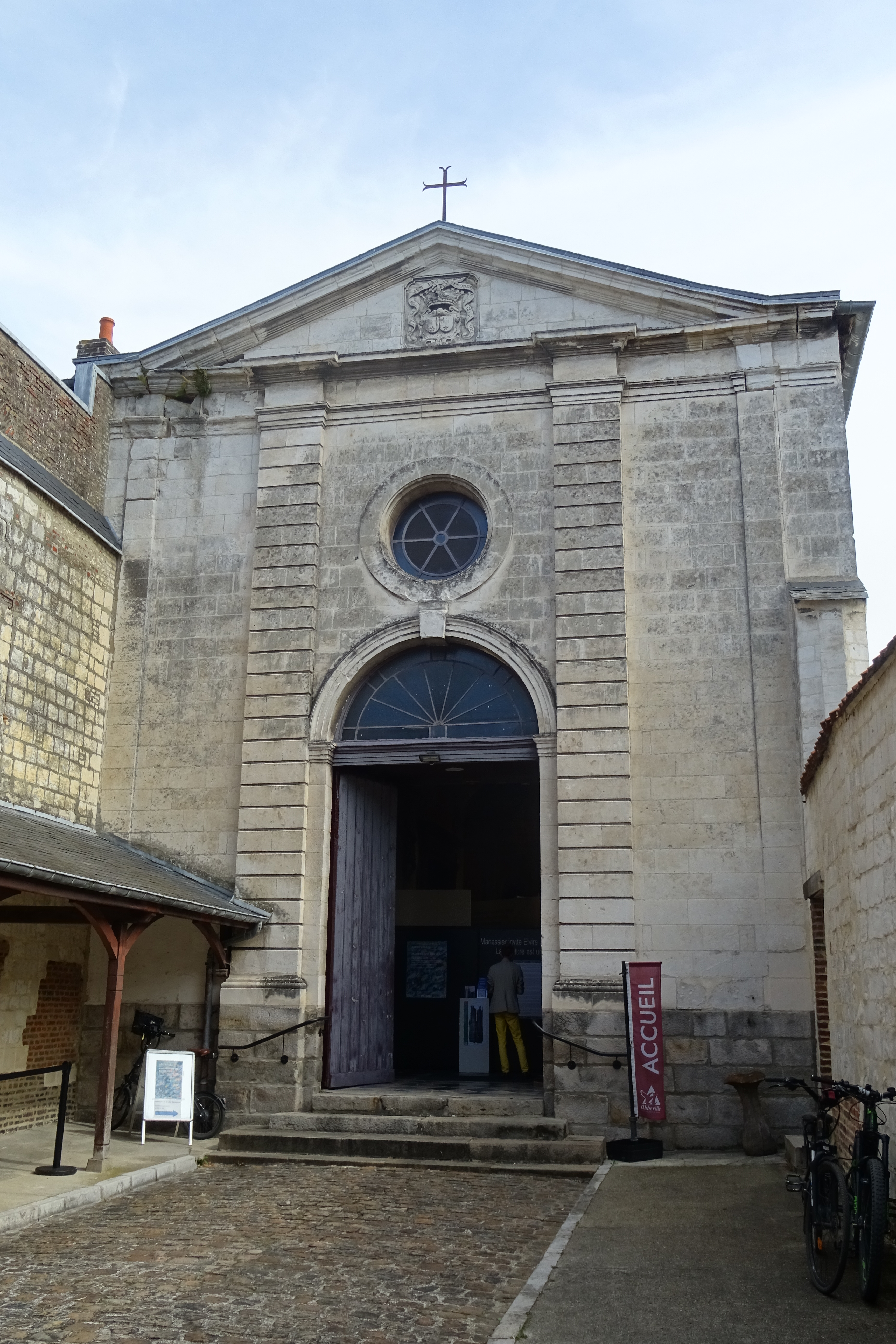
La chapelle.
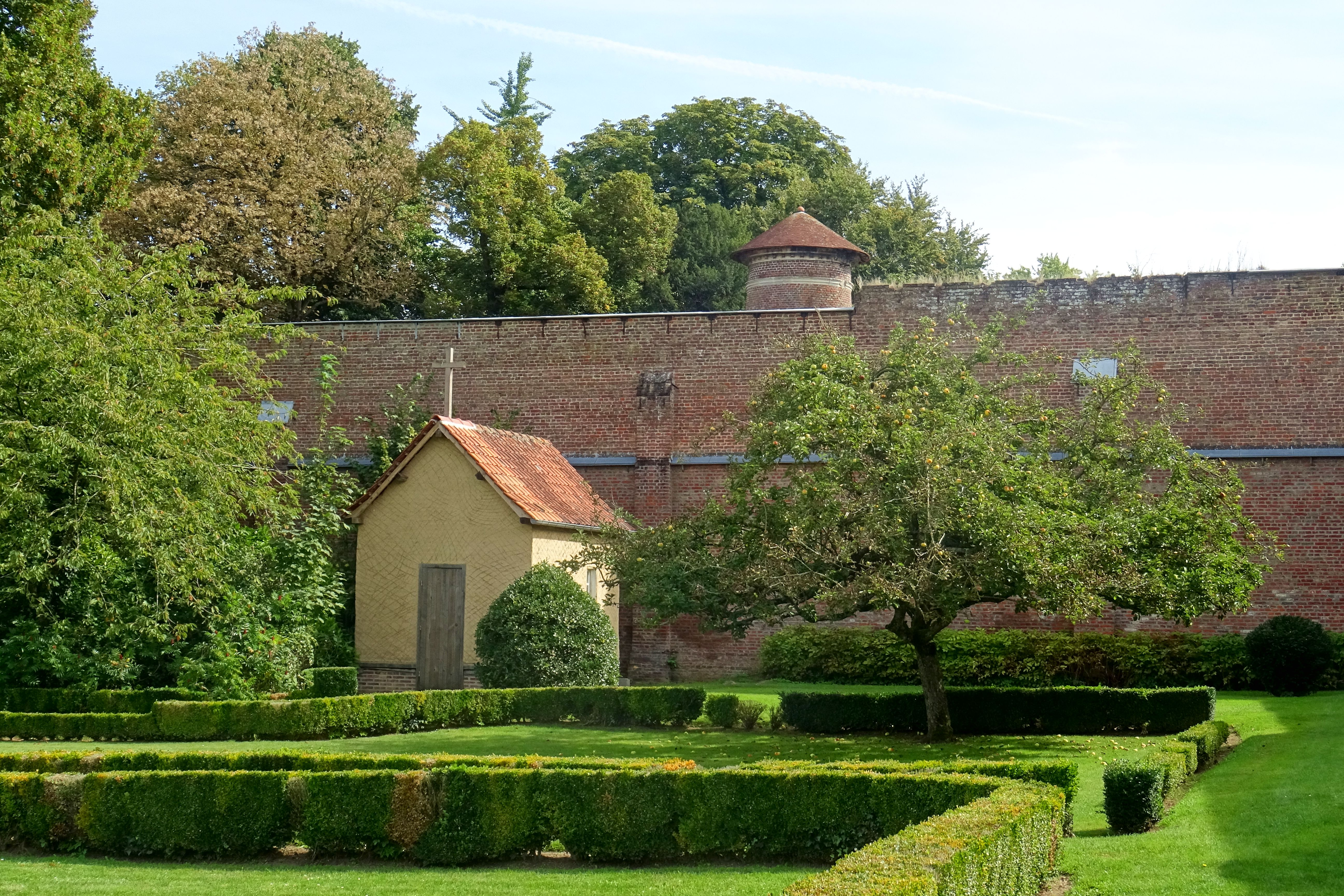
Ermitage Sainte-Thérèse.
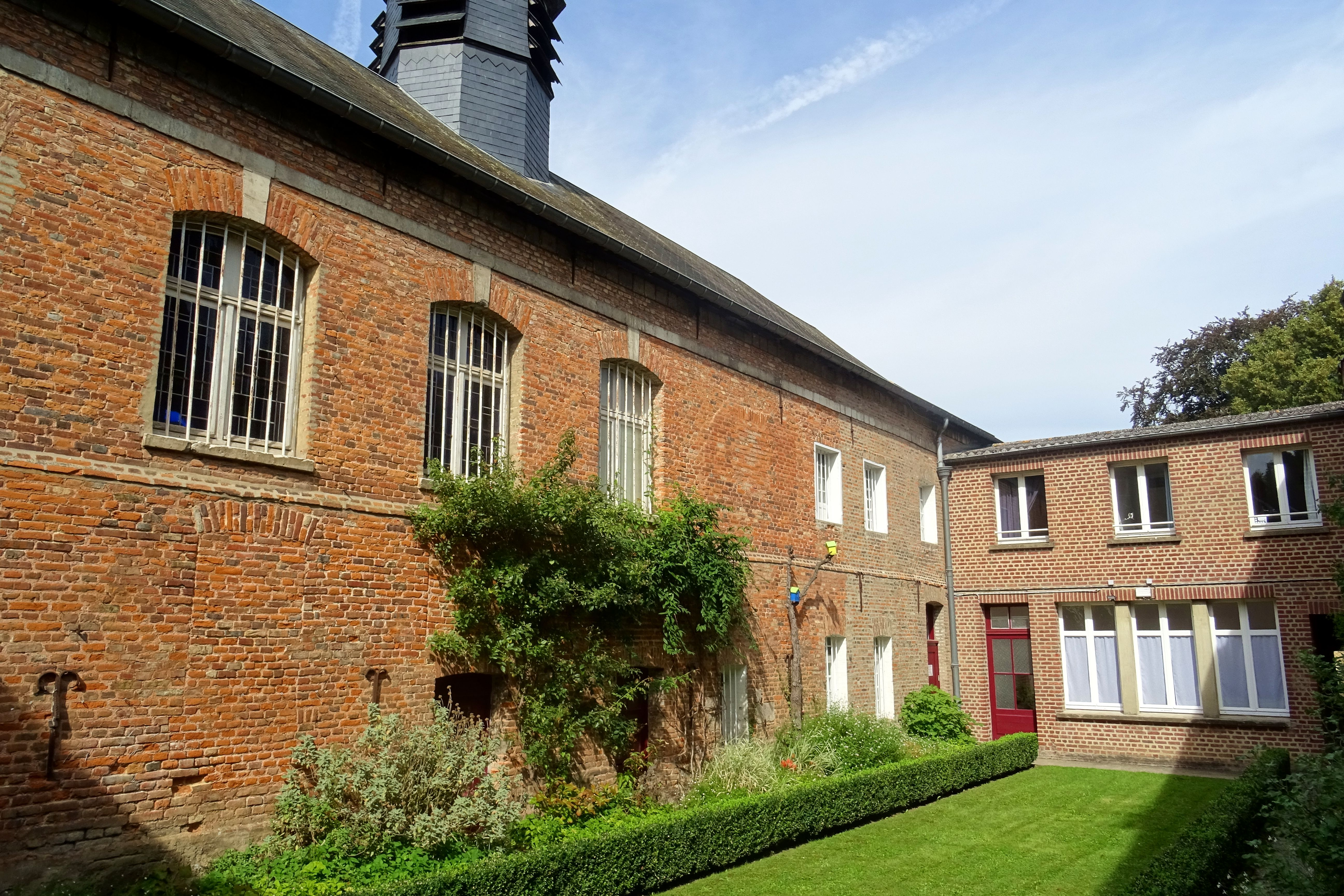
Jardin du noviciat.
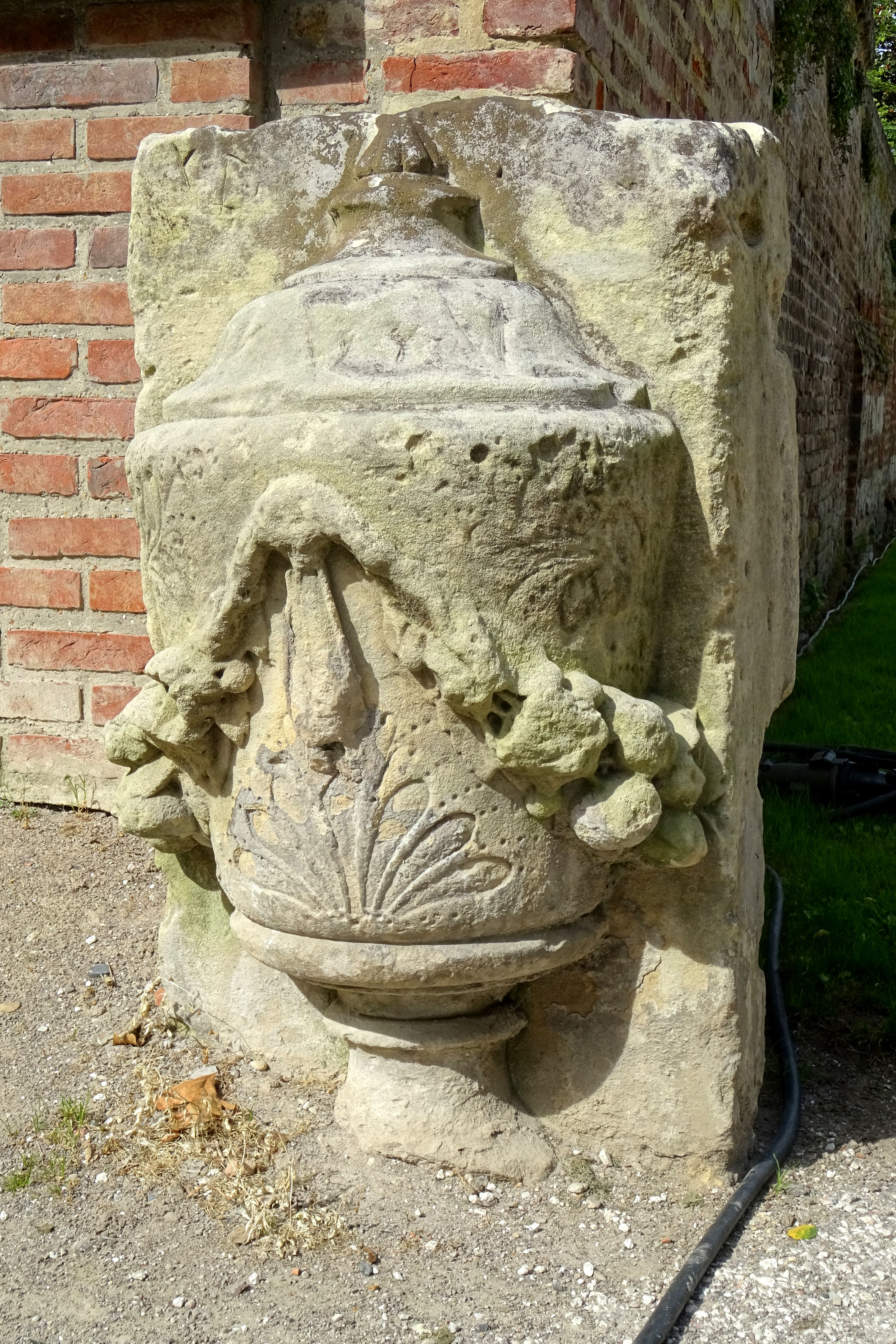
Entrée depuis le parc d'Émonville.

## Maison du patrimoine
En 1998, la Ville d'Abbeville acheta les bâtiments et des jardins pour y installer la direction du Pôle patrimoine. L'ancien carmel est devenu la Maison du Patrimoine qui accueille des manifestations culturelles tout au long de l'année : exposition d'art contemporain et exposition patrimoniale, concerts, visites guidées, ateliers...

## Les jardins du carmel
L'ancien verger devenu jardin public est mitoyen du parc d'Émonville. Quelques arbres du XIXe siècle subsistent ainsi que des palmettes, des espaliers, cordons et contre espaliers le long des murs. Par une grille on peut passer du verger au potager divisé en six carrés rectangulaires, entourés d’allées bordées de buis. Un cloître central est planté d’un prunus pourpre et d’ifs. Une pergola et un petit bassin fleuri complètent l'aménagement ornemental.